# Seth Griffith
Seth Eldon Griffith, född 4 januari 1993, är en kanadensisk professionell ishockeyforward som är kontrakterad till NHL-laget Edmonton Oilers och spelar för deras primära samarbetspartner Bakersfield Condors i AHL.
Han har tidigare spelat på NHL-nivå för Buffalo Sabres, Florida Panthers, Toronto Maple Leafs och Boston Bruins och på lägre nivåer för Manitoba Moose, Rochester Americans, Toronto Marlies och Providence Bruins i AHL och London Knights i OHL.
Griffith draftades i femte rundan i 2012 års draft av Boston Bruins som 131:a spelare totalt.
Han skrev som free agent på ett ettårskontrakt med Winnipeg Jets värt 650 000 dollar den 1 juli 2018.

## Statistik
| 2008–2009  | Chatham-Kent Cyclones |            | 52  | 42  | 45  | 87  | 112 | —  | —  | —  | —  | —  |
|            | Chatham-Kent Cyclones | AH         | 30  | 30  | 30  | 60  | 68  | 8  | 7  | 6  | 13 | 36 |
|            | Chatham Maroons       | GOJHL      | 1   | 0   | 0   | 0   | 0   | —  | —  | —  | —  | —  |
| 2009–2010  | St. Marys Lincolns    | GOJHL      | 49  | 43  | 35  | 78  | 56  | 5  | 6  | 3  | 9  | 4  |
|            | London Knights        | OHL        | 17  | 2   | 1   | 3   | 2   | 10 | 4  | 3  | 7  | 2  |
| 2010–2011  | London Knights        | OHL        | 68  | 22  | 40  | 62  | 28  | 6  | 3  | 4  | 7  | 6  |
| 2011–2012  | London Knights        | OHL        | 68  | 45  | 40  | 85  | 49  | 19 | 10 | 13 | 23 | 12 |
| 2012–2013  | London Knights        | OHL        | 54  | 33  | 48  | 81  | 52  | 21 | 9  | 16 | 25 | 14 |
| 2013–2014  | Providence Bruins     | AHL        | 69  | 20  | 30  | 50  | 28  | 12 | 4  | 7  | 11 | 8  |
| 2014–2015  | Boston Bruins         | NHL        | 30  | 6   | 4   | 10  | 6   | —  | —  | —  | —  | —  |
|            | Providence Bruins     | AHL        | 39  | 12  | 19  | 31  | 12  | 5  | 2  | 3  | 5  | 0  |
| 2015–2016  | Boston Bruins         | NHL        | 4   | 0   | 1   | 1   | 4   | —  | —  | —  | —  | —  |
|            | Providence Bruins     | AHL        | 57  | 24  | 53  | 77  | 32  | 3  | 1  | 2  | 3  | 6  |
| 2016–2017  | Toronto Maple Leafs   | NHL        | 3   | 0   | 0   | 0   | 0   | —  | —  | —  | —  | —  |
|            | Toronto Marlies       | AHL        | 38  | 10  | 34  | 44  | 36  | 11 | 2  | 7  | 9  | 4  |
|            | Florida Panthers      | NHL        | 21  | 0   | 5   | 5   | 8   | —  | —  | —  | —  | —  |
| 2017–2018  | Buffalo Sabres        | NHL        | 21  | 2   | 1   | 3   | 6   | —  | —  | —  | —  | —  |
|            | Rochester Americans   | AHL        | 46  | 15  | 26  | 41  | 26  | 3  | 0  | 4  | 4  | 4  |
| 2018–2019  | Manitoba Moose        | AHL        | —   | —   | —   | —   | —   | —  | —  | —  | —  | —  |
| NHL totalt | NHL totalt            | NHL totalt | 79  | 8   | 11  | 19  | 24  | —  | —  | —  | —  | —  |
| AHL totalt | AHL totalt            | AHL totalt | 249 | 81  | 162 | 243 | 134 | 34 | 9  | 23 | 32 | 22 |
| OHL totalt | OHL totalt            | OHL totalt | 207 | 102 | 129 | 231 | 131 | 56 | 26 | 36 | 62 | 34 |